# Talvār Bolāghī
Talvār Bolāghī (persiska: تلوار بلاغی) är en ort i Iran.   Den ligger i provinsen Östazarbaijan, i den nordvästra delen av landet, 400 km nordväst om huvudstaden Teheran. Talvār Bolāghī ligger 1 445 meter över havet och antalet invånare är 272.
Terrängen runt Talvār Bolāghī är huvudsakligen kuperad, men västerut är den platt.Runt Talvār Bolāghī är det ganska glesbefolkat, med 40 invånare per kvadratkilometer. Närmaste större samhälle är Darīn Daraq, 3,5 km norr om Talvār Bolāghī. Trakten runt Talvār Bolāghī består i huvudsak av gräsmarker.